# Сакатон
Сакатон, або ж карстова лійка Ель Сакатон (ісп. Zacatón) — заповнена термальною водою карстова лійка, що належить до системи Сакатон — групи незвичайних карстових об'єктів, розташованих в муніципалітеті Альдама неподалік від Сьєрра-де-Тамауліпас на північному сході штату Тамауліпас, Мексика. Загальна глибина становить 339 метрів, а підводна частина 319 м є найглибшим карстовим озером у світі. Поццо-дель-Мерро (Сант-Анджело-Романо, область Лаціо, Італія) 392 м глибше (глибина поки невідома).
За допомогою автономного робота встановлено, що глибина підводної частини Сакатон становить 319 метрів. Сакатон — єдина карстова лійка із п'яти розташованих у Ранчо-Ла-Асуфроса, яка має скільки-небудь помітну витрату води.
Назва Сакатон виходить від островків трави сакате, яка вільно плаває по поверхні під дією вітру.
Зішкріби зі скельних стін під поверхнею принесли принаймні три нові типи бактерій.

## Дайвінг

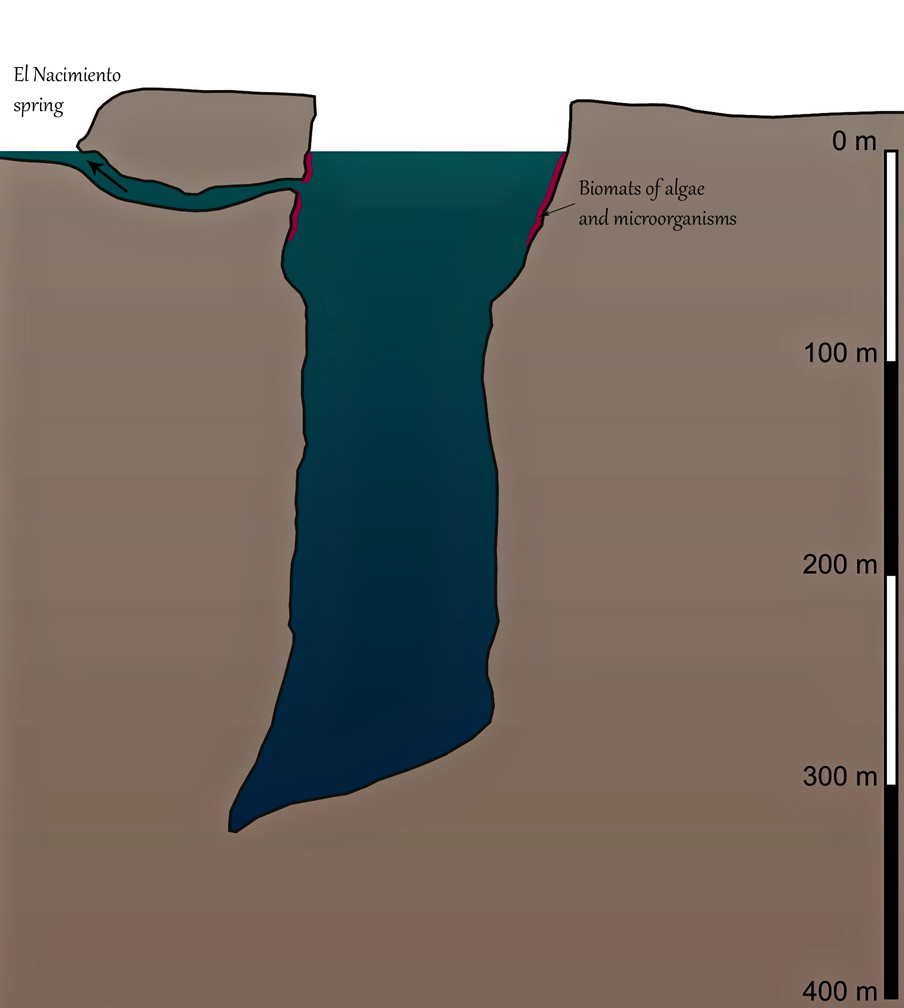
Поперечний переріз карстової лійки Сакатон

Глибина Ель Сакато робить її важливим місцем для дайвінгу:
- 1993 року доктор Енн Крістовіч, пірнувши на глибину 169 м, встановила світовий рекорд глибини занурення серед жінок.[5]
- 6 квітня 1994 дайвер-дослідник Джим Боуден[en] і піонер печерного дайвінгу Шек Екслі[en] занурились в Ель Сакатон з метою досягнути дна. Боуден встановив світовий рекорд глибини занурення 282 м,[6] а Екслі загинув, ймовірно, від нервового синдрому високого тиску[en] (HPNS) на глибині від 268 до 276 м.[7][8]
- Проект НАСА під назвою DEPTHX[en] використовував провалля як стенд для перевірки роботизованого обладнання, яке розроблялося для вивчення супутника Юпітера Європи.[9][10][11][12]

## Гідрогеологія
Сакатон є лише однією з численних лійок та інших карстових об'єктів у регіоні. Тут розташовані понад 15 карстових лійок, кілька систем печер і карстових джерел з печерами. Деякі з цих карстових об'єктів мають незвичайні характеристики, такі як травертинові кришки над кількома лійками з ізольованим водоймами під ними.
З кінця 1990-х років, доктор Маркус Гері, гідрогеолог в Edwards Aquifer Authority і ад'юнкт-професор в Школі геофізичних досліджень Джексона Техаського університету вивчав Систему Сакатон, щоб зрозуміти як утворюються карстові лійки і як вони розвиваються з плином часу. У ході цих досліджень Гері широко використовували низку дослідницьких інструментів, зокрема зонд DEPTHX, геофізику, геохімію ізотопів, польову картографію і геомікробіологію. Гері був першим членом і Co-ПІ[прояснити] місії DEPTHX, яка використовувала автономного підводного робота, щоб вперше дослідити найглибші частини озера.
За словами Гері, ці лійки почали утворюватися протягом плейстоцену в результаті вулканічної активності знизу. Цей погляд відрізняється від класичної теорії утворення печер, а також гіпотез про утворення інших великих печер у цій частині Мексики.
З цієї точки зору, вулканізм перетворив глибоку воду на злегка кислу, додавши розчинений вуглекислий газ і сірководень. Ці води повільно розчинили вапняк угорі, створивши пористий карст. це називається «hypogenic karstification». Час від часу, вищерозміщені скелі падали в порожніх камери під ними, створюючи глибокі шахти. Якщо його інтерпретація правильна, то система Сакатон має більше спільного з Мамонтовими гарячими джерелами в Єллоустонському національному парку, ніж з іншими глибокими лійками в цьому самому регіоні Мексики.
Ще однією цікавою гідрогеологічною особливістю є те, що деякі з лійок здається перебувають у процесі закриття нагорі, оскільки кірочки з травертину (різновид карбонату кальцію) утворюють на їхній поверхні. Марк Ейргарт, науковий письменник у Школі геофізичних досліджень Джексона писав:

Це трохи схоже на шкірку фарби, яку залишили відкритою на сонці. Для фарби це може зайняти день або два. В нашому ж випадку процес, ймовірно, займе тисячі років. Це по суті спосіб збирати докупи розчинені мінерали, які містяться у воді, і формувати з них нові мінерали на поверхні. Принаймні одне провалля (Поса Сека), схоже, закрилося повністю, закривши підводне озеро, можливо з незвичайними формами життя. Якщо такі форми життя існують, то це можуть бути бактерії, які здатні жити без кисню та сонячного світла. І якщо припустити, що озеро було закрите від зовнішнього світу протягом тисяч і тисяч років, то вони, можливо, еволюціонували в щось, що відрізняється від усього, що вчені колись виявили і охарактеризували раніше.